# Бомон ди Ванту
Бомон ди Ванту (фр. Beaumont-du-Ventoux) насеље је и општина у Француској у региону Прованса-Алпи-Азурна обала, у департману Воклиз која припада префектури Карпантрас.
По подацима из 2011. године у општини је живело 309 становника, а густина насељености је износила 10,97 становника/km². Општина се простире на површини од 28,16 km². Налази се на средњој надморској висини од 425 метара (максималној 1.900 m, а минималној 357 m).

## Демографија
| 1962. | 1968. | 1975. | 1982. | 1990. | 1999. | 2011. |
| ----- | ----- | ----- | ----- | ----- | ----- | ----- |
| 194   | 203   | 185   | 240   | 260   | 286   | 309   |

График промене броја становника у току последњих година